# Varennes-lès-Mâcon
Varennes-lès-Mâcon è un comune francese di 575 abitanti situato nel dipartimento della Saona e Loira nella regione della Borgogna-Franca Contea.

## Società

### Evoluzione demografica
Abitanti censiti